# 坦刺蛾属
坦刺蛾属（学名：Tanvia）为刺蛾科的一个属。

## 下属物种
本属包括以下物种：
- 坦刺蛾 Tanvia zolotuhini Solovyev & Witt, 2009